# Dürrenast

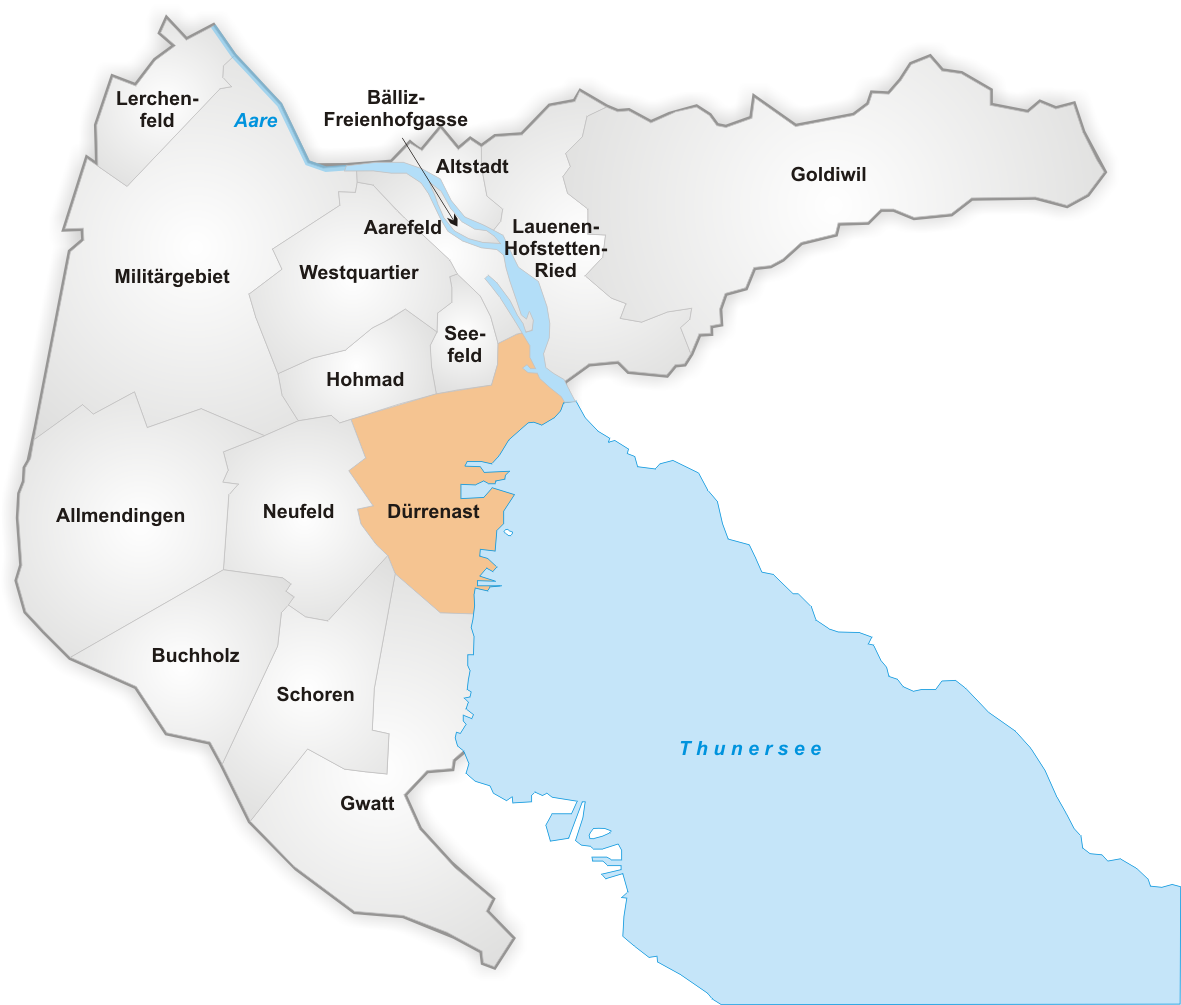
Quartier Dürrenast

Der Dürrenast ist ein Wohnquartier und Leistgebiet südlich des Stadtkernes der Stadt Thun. Stadtseitig wird er begrenzt durch die ehemalige Gemeindegrenze Strättligen/Thun, weiter durch die Gebiete der Hohmad, des Neufeldes, Schoren-Buchholz und Gwatt sowie den Thunersee.

## Geschichte
1573 wurde der Name Dürrenast erstmals urkundlich erwähnt. Das Gebiet bestand ursprünglich aus Weideland, mit einer Schiffsanlegestelle beim heutigen Lachenkanal. 1783 bestand der Dürrenast erst aus vier Häusern. Ab 1870 begann das Quartier zu wachsen, und es entstand eine dörfliche Infrastruktur. 1920 wurde der Dürrenast zusammen mit dem Rest der Gemeinde Strättligen in die Stadt Thun eingemeindet. In den 1950er- und 1960er-Jahren verstärkte sich die Bautätigkeit, und das Gebiet nahm einen städtischen Charakter an.

## Sehenswürdigkeiten
Markante Bauten des Dürrenastes sind die Schadau mit der aus dem 11. Jahrhundert stammenden Scherzligkirche, ihrem Schloss am See-Ausfluss und dem historischen Marquard-Wocher-Panorama, sowie das Strandbad in der Lachen. Im Übrigen wird das Quartier durch weite Einfamilienhaussiedlungen charakterisiert, die von der Lötschbergbahnlinie durchquert werden.

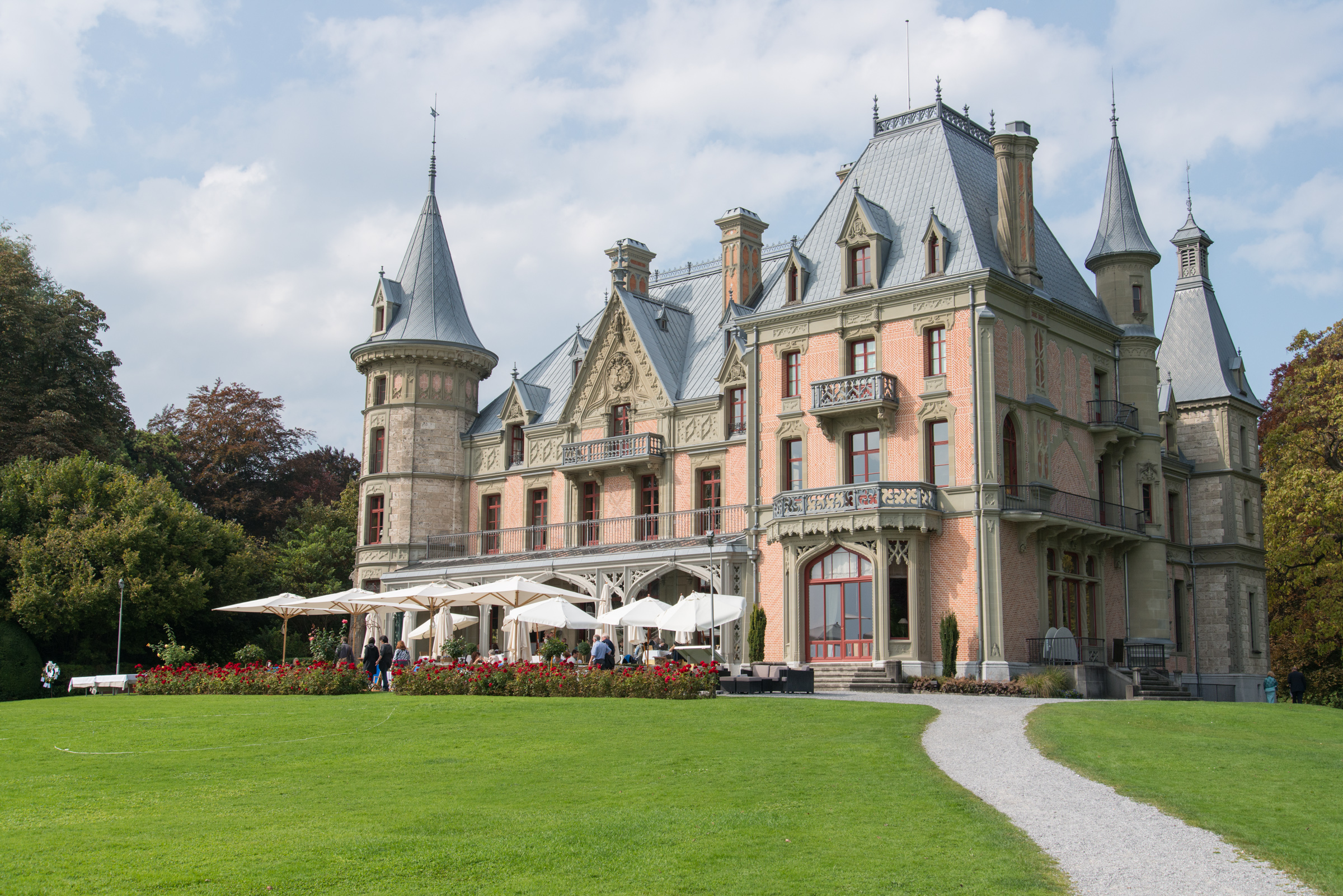
Schloss Schadau
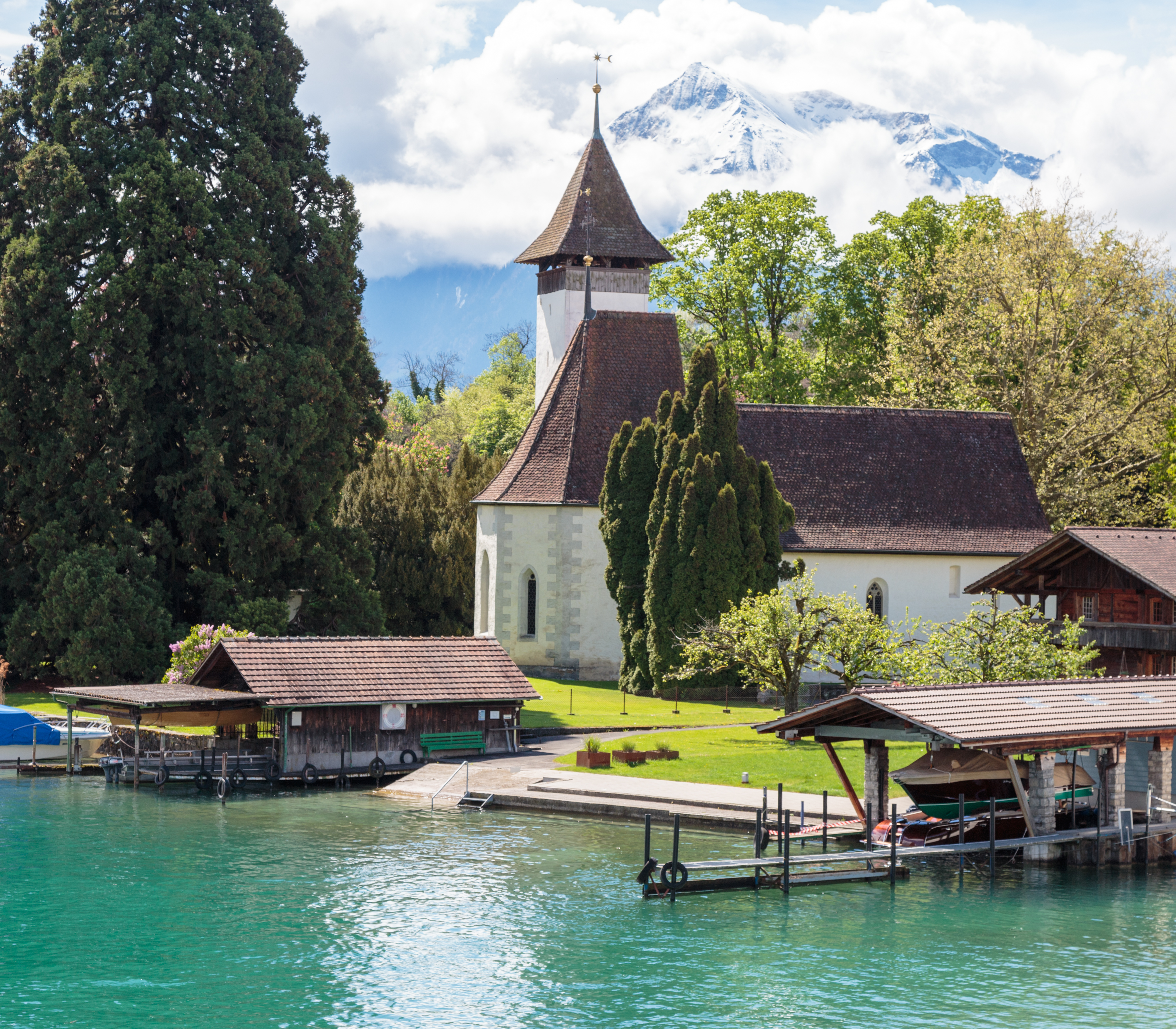
Scherzligkirche

## Varia
Am 17. Mai 2006 kamen beim Eisenbahnunfall von Dürrenast drei Menschen ums Leben, als ein  Dienstzug mit nicht funktionierenden Bremsen auf offener Strecke in stehende Bauzugwagen fuhr.